# Африкан Спортс Клаб
Африкан Спортс Клаб (англ. African Sports Club) — професіональний танзанійський футбольний клуб з міста Танга. Домашні матчі проводить на стадіоні «Мкваквані», який вміщує 10000 глядачів. У сезоні 2015/16 років виступав у Прем'єр-лізі, найвищому футбольному дивізіоні Танзанії.